# Gare de Rosporden
Gare de Rosporden – stacja kolejowa w Rosporden, w departamencie Finistère, w regionie Bretania, we Francji.
Została otwarta w 1864 przez Compagnie du chemin de fer de Paris à Orléans (PO). Jest przystankiem kolejowym Société nationale des chemins de fer français (SNCF), obsługiwanym przez pociągi TER Bretagne kursujące między Brest i Quimper.

## Położenie
Znajduje się na wysokości 118 m n.p.m., na 664,604 km linii Savenay – Landerneau, pomiędzy stacjami Bannalec i Quimper.